# 아벨리노
아벨리노(이탈리아어: Avellino)는 이탈리아 캄파니아주 아벨리노도의 코무네다. 나폴리로부터 북동쪽 42 km 떨어져 주위를 산으로 둘러싸인 평야에 위치해있으며 살레르노에서 베네벤토로 향하는 길의 중요한 허브다.

## 역사
아벨리노는 로마인들이 정복하기 이전에 삼니움 히르피니의 중심인 고대 아벨리눔(Abellinum)이었다.
도시는 기원 500년에 기독교화되어 주교지역이 되어갔다. 고트족과 반달족의 침입을 받았고 아벨리노는 테라 언덕에 성과 함께 롬바르드족의 중심지가 되었다. 중세 초기에는 베네벤토 공국의 일부이기도 하였고 나중에 떨어져나가 살레르노 공국의 일부분이 되기도 했다.
1100년경에 이탈리아 남부지역이 노르만인들에게 지배를 받았을 때 아벨리노는 리카르도 델아퀼라에게 넘어갔다. 후에 카를로 1세는 칸디아 가문의 필란지에리와 보 가문의 계승자인 몽포르에게 아벨리노를 맡겼다.
아벨리노의 봉권 권리는 1589년 아벨리노의 왕자가되며 나폴리 가문의 귀족이자 아트리팔다의 공작인 카라촐로의 돈 마리노 1세가 1581년에 매입한다. 아벨리노는 카라촐로의 중요 지역이 된다. 돈 마리노의 아들과 손자는 연속하여 나폴리 왕국의 재상과 황금양모 기사단의 기사단원이 되었다. 손자인 돈 마리노 2세(1587-1630)는 펜타메론의 저자인 잠바티스타 바실레의 후원자이다.
1820년 아벨리노에 독립 폭동이 일어난 지역이었다. 하지만 이탈리아 통일이 50년이나 지났지만 나폴리-베네벤토-포자가 연결되는 기차선이 끊겨 바다로부터 멀어지는등 어떠한 이익도 도시에 오지 않았다.
1943년 연합군 폭격기가 중요한 다리인 페레이라 다리를 지나는 독일 팬저 부대의 퇴각을 끊기위해 도시에 폭격을 가했다.
아벨리노는 역사적으로 지진활동으로 고통받았고 1980년 11월 23일과 1981년 2월 14일의 지진에 의해 큰 피해를 입었다. 아벨리노는 베수비오 산의 많은 분출로 인한 화산재로 피해를 입기도 한다.

## 주요 볼거리

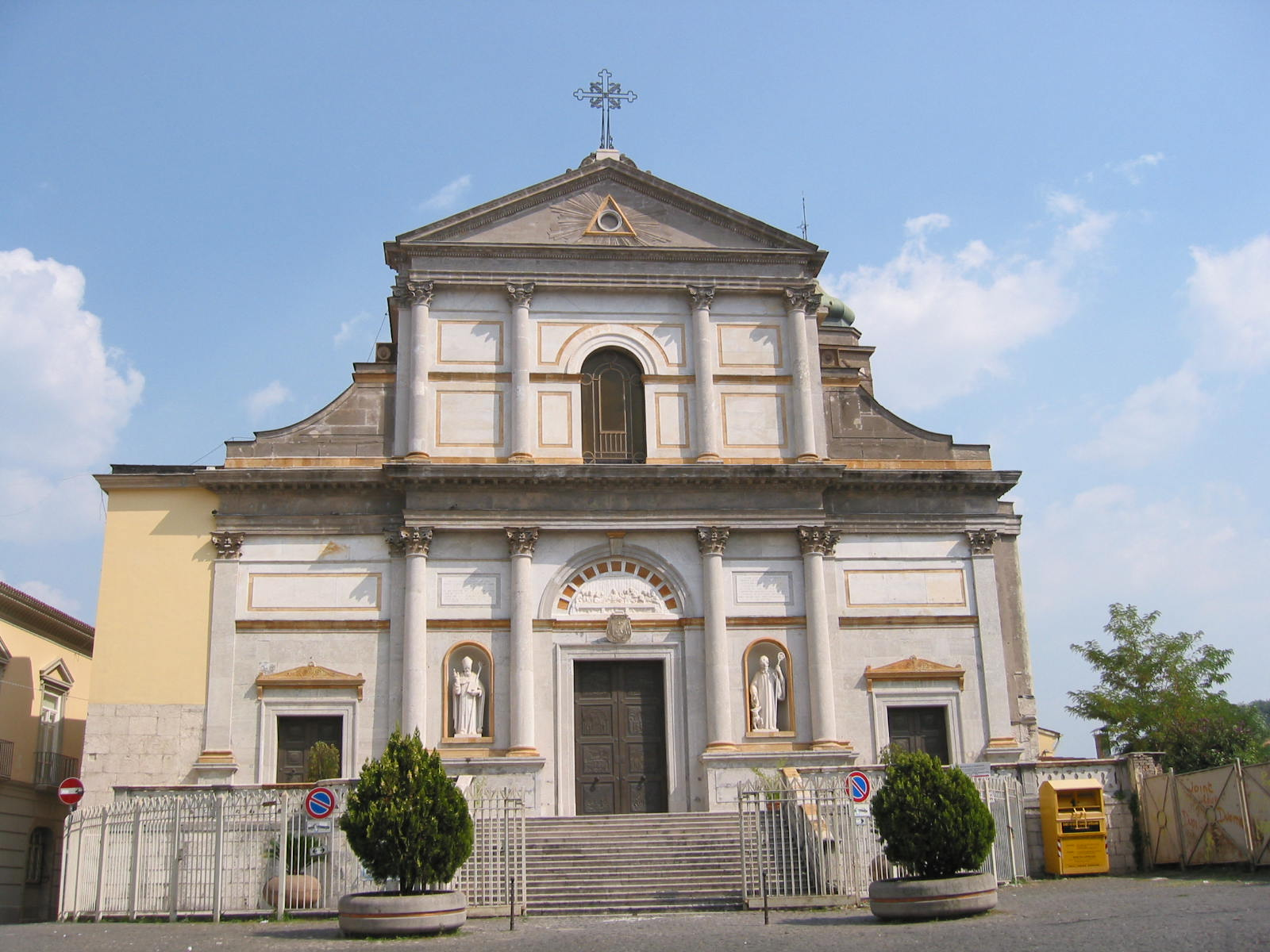
아벨리노 성당.

고대 아벨리눔의 유적은 현 아벨리노 동쪽 4km에 있는 아트리팔다에서 볼 수 있다.
로마네스크 크립트가 있는 성당과 기원전 129년경에 지어져 베수비오 산의 폭발과 346년에 일어난 지진으로 버려진 고대 로마 저택.
피아자 카스텔로에 있는 롬바르드 성의 유적들. 이성은 작은 계곡을 기반으로해 지어져서 현대의 유럽 역사가들이 계속해서 의문중을 풀고 있다.

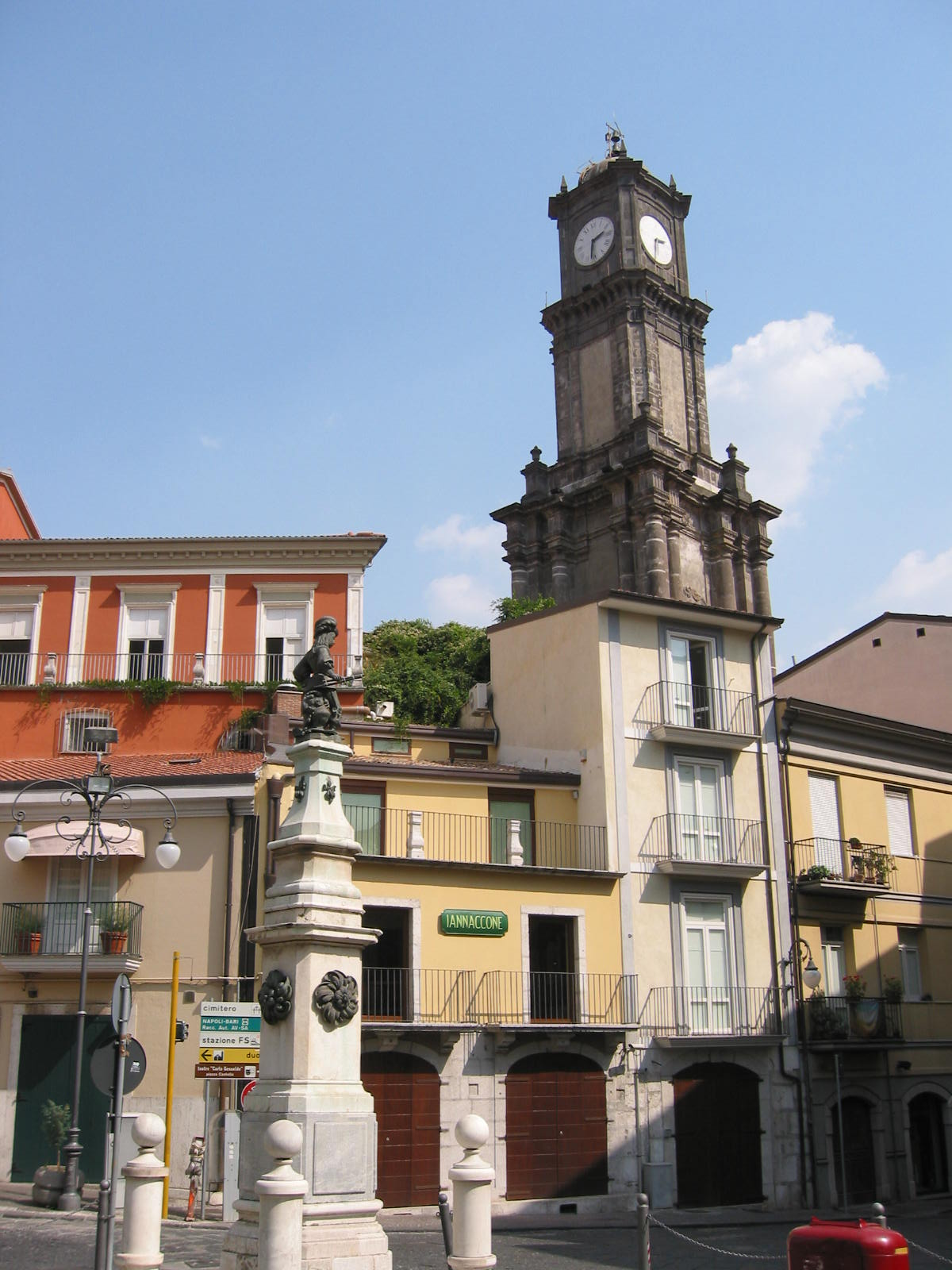
구 도시의 풍경

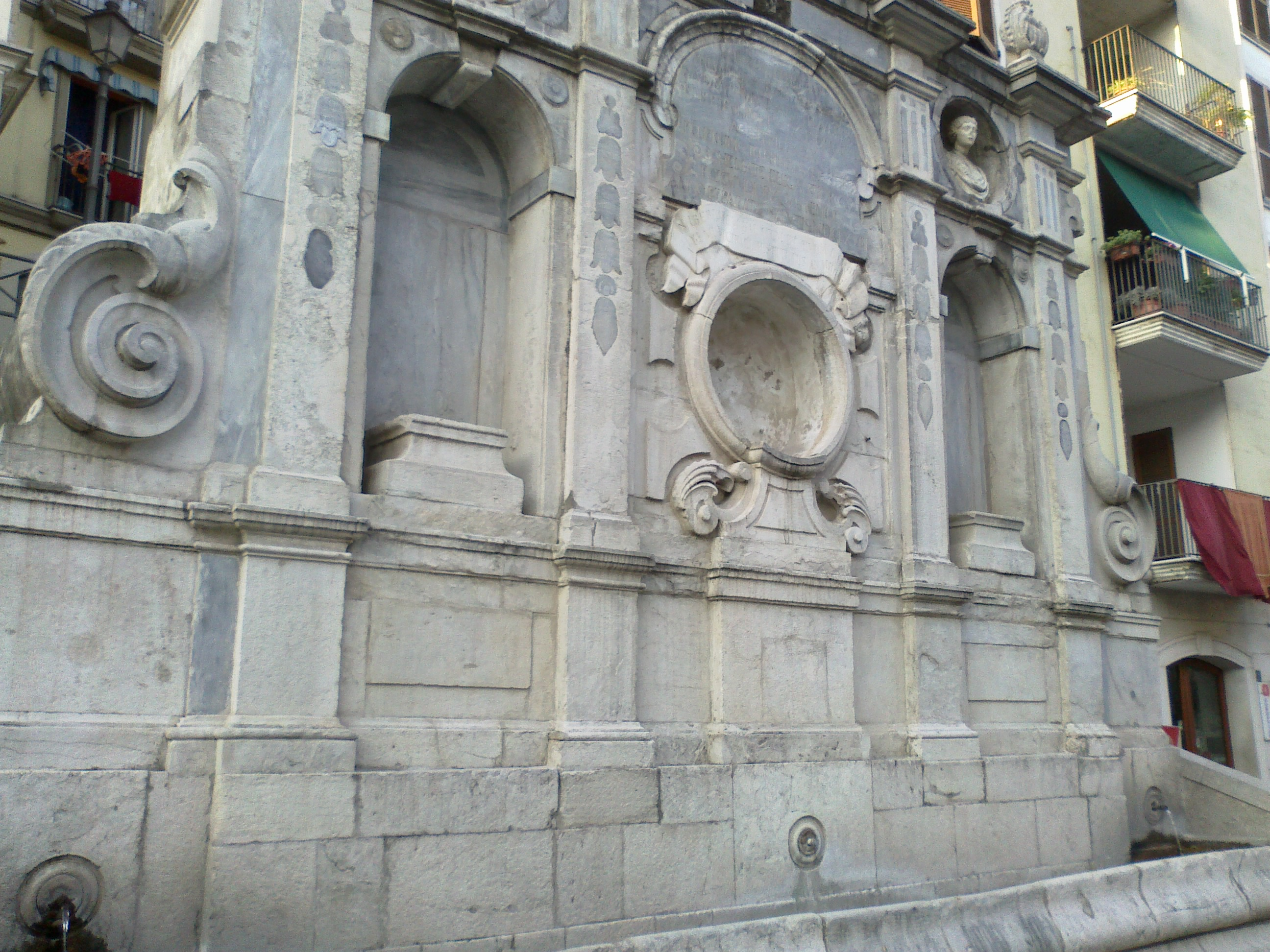
벨레로폰 분수

## 박물관 및 미술관
- 네셔널 갤러리 오브 셀라코이데이(상어 국립 박물관), Corso Umberto I, 131 와 Via F. Petronelli, 8
- 현대 미술관 - MdAO, Via degli Imbimbo, 47
- 아벨리노의 성당과 교구 박물관, Via 23 novembre
- 지역 고고학 박물관, Corso Europa
- 지역 미술관,“Carcere Borbonico”에 위치
- "L. 카르보네”의 무척추 동물학 박물관, Corso Umberto I, 131

## 교통수단

### 공항
인근 공항:
- 살레르노 코스타 다말피 공항 (QSR) 51 km
- 나폴리 국제 공항 (NAP) 53 km

## 기후
| Avellino (1961–1990)의 기후 | Avellino (1961–1990)의 기후 | Avellino (1961–1990)의 기후 | Avellino (1961–1990)의 기후 | Avellino (1961–1990)의 기후 | Avellino (1961–1990)의 기후 | Avellino (1961–1990)의 기후 | Avellino (1961–1990)의 기후 | Avellino (1961–1990)의 기후 | Avellino (1961–1990)의 기후 | Avellino (1961–1990)의 기후 | Avellino (1961–1990)의 기후 | Avellino (1961–1990)의 기후 | Avellino (1961–1990)의 기후 |
| 월 | 1월                         | 2월                         | 3월                         | 4월                         | 5월                         | 6월                         | 7월                         | 8월                         | 9월                         | 10월                        | 11월                        | 12월                        | 연간                        |
| --- | --------------------------- | --------------------------- | --------------------------- | --------------------------- | --------------------------- | --------------------------- | --------------------------- | --------------------------- | --------------------------- | --------------------------- | --------------------------- | --------------------------- | --------------------------- |
| 역대 최고 기온 °C (°F) | 17.0 (62.6)                 | 17.9 (64.2)                 | 20.6 (69.1)                 | 24.0 (75.2)                 | 29.2 (84.6)                 | 33.6 (92.5)                 | 35.0 (95.0)                 | 35.5 (95.9)                 | 31.0 (87.8)                 | 26.5 (79.7)                 | 21.5 (70.7)                 | 16.0 (60.8)                 | 35.5 (95.9)                 |
| 일평균 최고 기온 °C (°F) | 9.7 (49.5)                  | 10.5 (50.9)                 | 13.6 (56.5)                 | 17.4 (63.3)                 | 22.0 (71.6)                 | 26.6 (79.9)                 | 29.7 (85.5)                 | 29.8 (85.6)                 | 25.2 (77.4)                 | 19.9 (67.8)                 | 14.5 (58.1)                 | 11.2 (52.2)                 | 19.2 (66.6)                 |
| 일일 평균 기온 °C (°F) | 6.2 (43.2)                  | 6.7 (44.1)                  | 9.0 (48.2)                  | 12.0 (53.6)                 | 15.8 (60.4)                 | 19.8 (67.6)                 | 22.5 (72.5)                 | 22.5 (72.5)                 | 19.3 (66.7)                 | 15.0 (59.0)                 | 10.4 (50.7)                 | 7.6 (45.7)                  | 13.9 (57.0)                 |
| 일평균 최저 기온 °C (°F) | 2.7 (36.9)                  | 2.8 (37.0)                  | 4.4 (39.9)                  | 6.7 (44.1)                  | 9.5 (49.1)                  | 13.1 (55.6)                 | 15.2 (59.4)                 | 15.2 (59.4)                 | 13.4 (56.1)                 | 10.0 (50.0)                 | 6.3 (43.3)                  | 3.9 (39.0)                  | 8.6 (47.5)                  |
| 역대 최저 기온 °C (°F) | −4.8 (23.4)                 | −3.6 (25.5)                 | −2.8 (27.0)                 | 1.0 (33.8)                  | 3.0 (37.4)                  | 7.2 (45.0)                  | 10.4 (50.7)                 | 10.2 (50.4)                 | 8.3 (46.9)                  | 2.6 (36.7)                  | −0.6 (30.9)                 | −2.6 (27.3)                 | −4.8 (23.4)                 |
| 평균 강수량 mm (인치) | 172 (6.8)                   | 121 (4.8)                   | 114 (4.5)                   | 104 (4.1)                   | 68 (2.7)                    | 49 (1.9)                    | 24 (0.9)                    | 12 (0.5)                    | 76 (3.0)                    | 186 (7.3)                   | 208 (8.2)                   | 220 (8.7)                   | 1,354 (53.3)                |
| 평균 강수일수 | 14                          | 10                          | 13                          | 10                          | 7                           | 5                           | 3                           | 3                           | 7                           | 9                           | 14                          | 15                          | 110                         |
| 평균 상대 습도 (%) | 81                          | 78                          | 75                          | 69                          | 66                          | 61                          | 58                          | 59                          | 67                          | 77                          | 82                          | 83                          | 71                          |
| 출처: Profilo Climatico (Archivio climatico DBT dell'ENEA) (TXT), su clisun.casaccia.enea.it. URL consultato il 26 dicembre 2015 (archiviato dall'url originale il 5 marzo 2016). |                             |                             |                             |                             |                             |                             |                             |                             |                             |                             |                             |                             |                             |

## 대중문화속 아벨리노
미국 방송사 HBO의 드라마 소프라노스에서 몹 보스인 토니 소프라노의 가문은 아벨리노에 뿌리를 두고 있다. 토니의 할아버지인 코라도 소프라노는 20세기에 미국으로 건너왔다.

## 같이 보기
- AS 아벨리노: 이지역을 연고로하는 축구팀이며, 최근에는 레가 프로 프리마 디비시오네에 속해있다.
- SS 펠리체 스칸도네: 이지역을 연고로하는 농구팀이며, 최근에는 레가 바스켓 세리에 A에 속해있다.
- 스타디오 파르테니오
- 아벨리노 기차역